# هنوز نفس می‌کشم
هنوز نفس می‌کشم (به انگلیسی: Still Breathing) فیلمی محصول سال ۱۹۹۷ و به کارگردانی جیمز فورد رابینسون است. در این فیلم بازیگرانی همچون برندن فریزر، جوانا گوئینگ، لو راولز، آنا مگنوسون، پائولو سگانتی، سلست هولم، توبی هاس و انگوس مکفادین ایفای نقش کرده‌اند.